# Vernon (Eure)
Vernon je francouzské město v departementu Eure v regionu Normandie. V roce 2010 zde žilo 25 147 obyvatel. Leží na řece Seině. Je centrem kantonů Vernon-Nord a Vernon-Sud.

## Vývoj počtu obyvatel
Počet obyvatel 